# Melodije morja in sonca 2006
29. festival Melodije morja in sonca je potekal od 13. do 15. julija 2006 v Avditoriju Portorož. Soorganizator prireditve je bil Net TV, ki je poskrbel tudi za neposredni prenos festivala.
Na dveh polfinalnih večerih se je predstavilo 28 skladb (polovica v prvem, polovica v drugem), ki jih je izmed 111 prijavljenih skladb izbrala komisija za izbor skladb v sestavi Danilo Kocjančič, Urša Čož, Stojan Auer, Alojz Petrovčič, Mitja Čehovin, Marko Mihevc in Patrik Greblo. V finalni večer se je iz vsakega polfinalnega večera uvrstilo 7 pesmi.
Že drugo leto zapored je zmagal Domen Kumer s pesmijo Banana.

## I. polfinalni večer
Prvi polfinalni večer je potekal v četrtek, 13. julija 2006. Večer sta povezovala Brigita Novak in Jan Jakopin. Kot gostje so nastopili E.T., Atomik Harmonik, Anžej Dežan in Karma.
| #   | Izvajalec    | Naslov pesmi       | Avtor glasbe                | Avtor besedila                 | Avtor aranžmaja               |
| --- | ------------ | ------------------ | --------------------------- | ------------------------------ | ----------------------------- |
| 1.  | 4Play        | Tarča              | Zvone Tomac                 | Natka Geržina                  | Zvone Tomac                   |
| 2.  | Sanja Grohar | Boljša sem od nje  | Tomi Valenko                | Sanja Grohar                   | Tomi Valenko                  |
| 3.  | Steffy       | Prav zdaj          | Marino Legovič              | Damjana Kenda Hussu            | Marino Legovič                |
| 4.  | Turbo Angels | Jaz sem za         | Dušan Erbus                 | Natalija Kolšek                | Raay                          |
| 5.  | Erik & Manja | Vse je igra        | Gaber Radojevič, Tomi Brkič | Manja Plešnar, Apolonija Šterk | Gaber Radojevič, Tomi Brkič   |
| 6.  | Domen Kumer  | Banana             | Domen Kumer                 | Steffanio                      | Domen Kumer                   |
| 7.  | Peter Januš  | Verjemi mi         | Aleš Klinar                 | Anja Rupel                     | Aleš Klinar, Franci Zabukovec |
| 8.  | Sandra       | Vibracije          | Zorba                       | Danilo Kobra                   | Zorba, Danilo Kobra           |
| 9.  | Sons         | Shiora             | Marko Žigon                 | Marko Žigon                    | Marko Žigon                   |
| 10. | Maja Misson  | Dovolj sem sanjala | Davor Božič                 | Davor Božič                    | Davor Božič                   |
| 11. | Tina G       | Fiesta G.          | Rudolf Gas                  | Rudolf Gas, Tina Gorenjak      | Rudolf Gas                    |
| 12. | Žana Povše   | Ona                | Josip Miani - Pipi          | Igor Mazul                     | Josip Miani - Pipi            |
| 13. | Teja Haver   | Vroče je           | Aleš Čadež                  | Aleš Čadež, Teja Haver         | Aleš Čadež                    |
| 14. | Platin       | Vrsta omame        | Simon Gomilšek              | Diana Lečnik                   | Simon Gomilšek                |

## II. polfinalni večer
Drugi polfinalni večer je potekal v petek, 14. julija 2006. Večer sta povezovala Lucija Gubenšek in Robert Roškar. Kot gostje so nastopili Massimo Savić, Ivana Banfić, Werner in Brigita Šuler.
| #   | Izvajalec        | Naslov pesmi               | Avtor glasbe                   | Avtor besedila                 | Avtor aranžmaja                                                |
| --- | ---------------- | -------------------------- | ------------------------------ | ------------------------------ | -------------------------------------------------------------- |
| 1.  | Mirna Reynolds   | Muca                       | Domen Kumer                    | Steffanio                      | Domen Kumer                                                    |
| 2.  | Maja Seršen      | Portorož Internacional     | Maja Seršen, Dejan Borovič     | Maja Seršen                    | Dejan Borovič                                                  |
| 3.  | Pop'n'Dekl       | Pesem mornarjev            | Damir Jurak                    | Damir Jurak                    | Damir Jurak                                                    |
| 4.  | Dean Vivod       | Pojemo o morju soncu       | Franci Zabukovec               | Dean Vivod                     | Franci Zabukovec                                               |
| 5.  | Manca Špik       | Marinero                   | Boštjan Groznik                | Boštjan Groznik                | Raay                                                           |
| 6.  | Monika Pučelj    | Fešta                      | Aleš Klinar                    | Aleš Klinar                    | Aleš Klinar, Franci Zabukovec                                  |
| 7.  | Johnny Bravo     | Tisti teden                | Leon Oblak                     | Leon Oblak                     | Matjaž Švagelj                                                 |
| 8.  | Altrida Callisto | Naše noči                  | Alex Delfin                    | Alex Delfin                    | Alex Delfin, David Fanedl, Boštjan Musa, Tomi Brkič, Roy Bržan |
| 9.  | Sergeja          | Danes je nov dan           | Miha Hercog                    | Saša Lendero                   | Miha Hercog                                                    |
| 10. | Skuter           | Na pomoč                   | Dean de Lucca                  | Tea Vindiš-Marčič              | Dean De Lucca                                                  |
| 11. | Lepi Dasa        | Lepi Dasa                  | Vanja Alič, Staša Salaćanin    | Vanja Alič, Staša Salaćanin    | Miha Hercog, Vanja Alič                                        |
| 12. | Miha Podrepšek   | Orientalske črne mačje oči | Sandi Strmljan, Miha Podrepšek | Sandi Strmljan, Miha Podrepšek | Miha Podrepšek                                                 |
| 13. | Rok Kosmač       | Misli kaj name             | Rok Kosmač                     | Rok Kosmač                     | Miha Gorše, Tadej Mihelič                                      |
| 14. | Martin Perović   | Peti element               | Simon Gomilšek                 | Diana Lečnik                   | Simon Gomilšek                                                 |

Zmagovalka II. polfinalnega večera je bila Manca Špik, na drugo mesto se je uvrstila Monika Pučelj, tretji pa je bil Rok Kosmač.

## Finalni večer
Finalni večer je potekal v soboto, 15. julija 2006. Večer sta povezovala voditeljska para Brigita Novak-Jan Jakopin in Lucija Gubenšek-Robert Roškar. Kot gostje so nastopili Alfi Nipič, Davor Radolfi, Goran Karan, Duško Lokin, Džo Maračić - Maki, skupina Party Kids, plesna skupina NC Dance in Milena Vučić.
| #   | Izvajalec      | Naslov pesmi         | Uvrstitev |
| --- | -------------- | -------------------- | --------- |
| 1.  | Peter Januš    | Verjemi mi           | 8.        |
| 2.  | 4Play          | Tarča                | 5.        |
| 3.  | Sandra         | Vibracije            | 11.       |
| 4.  | Mirna Reynolds | Muca                 | 14.       |
| 5.  | Tina G         | Fiesta G.            | 12.       |
| 6.  | Maja Misson    | Dovolj sem sanjala   | 7.        |
| 7.  | Monika Pučelj  | Fešta                | 3.        |
| 8.  | Manca Špik     | Marinero             | 2.        |
| 9.  | Rok Kosmač     | Misli kaj name       | 6.        |
| 10. | Domen Kumer    | Banana               | 1.        |
| 11. | Turbo Angels   | Jaz sem za           | 4.        |
| 12. | Pop'n'Dekl     | Pesem mornarjev      | 13.       |
| 13. | Sergeja        | Danes je nov dan     | 9.        |
| 14. | Dean Vivod     | Pojemo o morju soncu | 10.       |

### Glasovanje
Zmagovalca je dala kombinacija telefonskega glasovanja, glasov občinstva v Avditoriju in točk, ki so jih izvajalcem prisodile slovenske radijske postaje. Telefonsko glasovanje je odtehtalo 34 odstotkov točk, odločitev žirije radijskih postaj in glasovi občinstva pa po 33 odstotkov. Žirijo radijskih postaj je sestavljalo 18 slovenskih radijskih postaj iz vse države. Uporabljen je bil evrovizijski sistem točkovanja (12, 10, 8–1). Na enak način je potekalo tudi glasovanje v polfinalnih večerih.
Tako občinstvo v Avditoriju kot občinstvo doma pred televizijskimi zasloni je največ točk namenilo končnemu zmagovalcu Domnu Kumru, zmagovalka žirije radijskih postaj pa je bila Manca Špik.
Občinstvo v Avditoriju je 1 točko podelilo Petru Janušu, 6 točk Manci Špik, 8 točk skupini 4Play, 10 točk skupini Turbo Angels, največ, 12 točk pa, kot že rečeno, Domnu Kumru.

## Nagrade
Strokovna žirija pod vodstvom Danila Kocjančiča je podelila:
- nagrado za najboljši scenski nastop, ki jo je prejela Monika Pučelj,
- nagrado za najboljše besedilo, ki jo je prejela Saša Lendero za pesem Danes je nov dan,
- nagrado za najboljšo priredbo, ki jo je prejel Rudolf Gas za pesem Fiesta G.,
- nagrado za najboljšo izvedbo, ki jo je prejel Peter Januš, in
- nagrado za najboljšo skladbo v celoti, ki jo je prejela pesem Marinero v izvedbi Mance Špik.

Manca Špik je prejela nagrado za najboljšo celostno podobo in nagrado revije Ona za najboljši slog.